# Francesco Adorno
Francesco Adorno (* 9. April 1921 in Syrakus, Sizilien; † 19. September 2010 in Florenz) war ein italienischer Hochschullehrer und Philosophiehistoriker.

## Leben
Nach dem Schulbesuch studierte er Philosophie an der Universität Florenz und schloss dieses Studium 1944 mit der Promotion ab. Im Anschluss nahm er eine akademische Laufbahn auf und wurde Professor für die Geschichte der Philosophie, Philosophie der Antike und Philosophie des Mittelalters an den Universitäten Bari, Bologna und Florenz.
Daneben war er bis zu seinem Rücktritt aus gesundheitlichen Gründen im Juli 2009 Präsident der Toskanischen Akademie der Wissenschaften und Literatur (Accademia Toscana di Scienze e Lettere „La Colombaria“) sowie des Museums und Instituts für Frühgeschichte in Florenz (Museo e istituto fiorentino di preistoria). Außerdem war er Herausgeber des Corpus dei papiri filosofici greci e latini (CPF).
Als Hochschullehrer beschäftigte er sich insbesondere mit dem Denken von Vorsokratikern, Sokrates, Platon, Sophistik, Stoa, Epikur und Seneca. Stark beeinflusst durch seine eigenen Erlebnisse während der 1930er- und 1940er-Jahre konzipierte er dabei seine Philosophie als Form einer historisch-kritischen Reflexion.

## Schriften (Auswahl)
- I sofisti e Socrate, 1961
- La filosofia antica, 1965
- Studi sul pensiero greco, 1966
- Introduzione a Socrate, 1970
- Dialettica e politica in Platone, 1975
- Introduzione a Platone, 1978
- I sofisti e la sofistica nel 5°-4° sec. a.C., 1993
- Pensare storicamente, 1996